# Winter X Games XXIV
I Winter X Games XXIV sono stati la ventiquattresima edizione della manifestazione organizzata dalla ESPN, si sono tenuti dal 23 al 26 gennaio 2020 ad Aspen, negli Stati Uniti d'America.

## Risultati

### Snowboard
| Evento                   | Evento                   | Oro                        | Argento                       | Bronzo                   |
| Uomini                   | Slopestyle               | Darcy Sharpe               | Mons Røisland                 | Redmond Gerard           |
| Uomini                   | SuperPipe                | Scotty James               | Yūto Totsuka                  | Jan Scherrer             |
| Uomini                   | Big Air                  | Maxence Parrot             | Mark McMorris                 | Sven Thorgren            |
| Uomini                   | Rail Jam                 | Jesse Paul                 | Darcy Sharpe                  | Sven Thorgren            |
| Uomini                   | Knuckle Huck             | Zeb Powell                 | medaglie non assegnate        | medaglie non assegnate   |
| Donne                    | Slopestyle               | Jamie Anderson             | Laurie Blouin                 | Kokomo Murase            |
| Donne                    | SuperPipe                | Queralt Castellet          | Kurumi Imai                   | Haruna Matsumoto         |
| Donne                    | Big Air                  | Miyabi Onitsuka            | Kokomo Murase                 | Reira Iwabuchi           |
| Special Olympics Unified | Special Olympics Unified | Mike Schultz Daina Schilts | Danny Davis Dmitrij Tiufiakov | Jack Mitrani Henry Meece |

### Freestyle
| Evento                   | Evento                   | Oro                        | Argento                      | Bronzo                          |
| Uomini                   | Slopestyle               | Colby Stevenson            | Evan McEachran               | Fabian Bösch                    |
| Uomini                   | SuperPipe                | Alex Ferreira              | Aaron Blunck                 | Brendan Mackay                  |
| Uomini                   | Big Air                  | Henrik Harlaut             | Birk Ruud                    | Andri Ragettli                  |
| Uomini                   | SuperPipe Session        | Taylor Gold                | Jake Pates                   | Toby Miller                     |
| Uomini                   | Knuckle Huck             | Colby Stevenson            | medaglie non assegnate       | medaglie non assegnate          |
| Donne                    | Slopestyle               | Kelly Sildaru              | Sarah Höfflin                | Maggie Voisin                   |
| Donne                    | SuperPipe                | Kelly Sildaru              | Rachael Karker               | Cassie Sharpe                   |
| Donne                    | Big Air                  | Tess Ledeux                | Mathilde Gremaud             | Sarah Höfflin                   |
| Special Olympics Unified | Special Olympics Unified | Gus Kenworthy Palmer Lyons | Alex Ferreira Haldan Pranger | Sarah Höfflin Kohlor Von Eschen |

### Motoslitta / BikeCross
| Evento                  | Oro             | Argento         | Bronzo           |
| Adaptive Snow BikeCross | Mike Schultz    | Kevin Royston   | Kolleen Conger   |
| Snow BikeCross          | Cody Matechuk   | Yannick Boucher | Jesse Kirchmeyer |
| Para Snow BikeCross     | Doug Henry      | Brandon Dudley  | Leighton Lillie  |
| Snow Bike Best Trick    | Brett Turcotte  | Morgan Kaliszuk | Jackson Strong   |
| Snowmobile Freestyle    | Brandon Cormier | Daniel Bodin    | Willie Elam      |

## Medagliere
| Pos.   | Paese       | Oro | Argento | Bronzo | Totale |
| ------ | ----------- | --- | ------- | ------ | ------ |
| 1      | Stati Uniti | 8   | 2       | 6      | 16     |
| 2      | Canada      | 5   | 7       | 2      | 14     |
| 3      | Estonia     | 2   | 0       | 0      | 2      |
| 4      | Giappone    | 1   | 3       | 3      | 7      |
| 5      | Svezia      | 1   | 1       | 2      | 4      |
| 6      | Australia   | 1   | 0       | 1      | 1      |
| 7      | Spagna      | 1   | 0       | 0      | 1      |
| 7      | Francia     | 1   | 0       | 0      | 1      |
| 9      | Svizzera    | 0   | 2       | 4      | 6      |
| 10     | Norvegia    | 0   | 2       | 0      | 1      |
| 11     | Russia      | 0   | 1       | 0      | 1      |
| Totale | Totale      | 20  | 18      | 18     | 56     |